# 2,3,4,5,6,7,8,9,10,11,12,13,14,15,16,17,18,19-Octadécaméthyleicosane
Le 2,3,4,5,6,7,8,9,10,11,12,13,14,15,16,17,18,19-octadécaméthyleicosane est un alcane supérieur ramifié de formule semi-développée (CH3)2CH-[CH(CH3)]16-CH(CH3)2. C'est un isomère de l'octatriacontane.
Les atomes de carbone C3 à C18 sont asymétriques et cette molécule possède un plan de symétrie passant par le milieu de la liaison C10-C11. Donc elle se présente sous la forme de nombreuses paires d'énantiomères et de nombreux composés méso.